# ダリル・ハンナ
ダリル・クリスティン・ハンナ（Daryl Christine Hannah, 1960年12月3日 - ）は、アメリカ合衆国の女優。

## 来歴
イリノイ州シカゴ出身。子供の頃に両親が離婚し、母親は実業家のジェロルド・ウェクスラー（ハスケル・ウェクスラーの兄弟）と再婚している。幼少時に自閉症の傾向があると診断される。幼い頃からバレエを習い始め、11歳でCMに出演。南カリフォルニア大学で学び、1976年に映画デビュー。1982年の『ブレードランナー』のプリス役や、1984年の『スプラッシュ』の人魚役で注目され、その洗練されながらも嫌味の無い美しさから「ニューヨークの恋人」とも評された。2000年にはロンドンで、『七年目の浮気』の舞台版に出演。さらに2003年、『キル・ビル』において冷酷な殺し屋エル・ドライバー役の演技で賞賛された。2018年、ニール・ヤング主演のNetflix映画、『パラドックスの瞬間』で自身初となる映画監督を務めた。

### プライベート
私生活において1980年代から歌手のジャクソン・ブラウンと約10年間に渡り交際し、彼のミュージックビデオにも出演したが、ブラウンの暴力がきっかけで別離した。次にケネディ元大統領の息子ジョン・フィッツジェラルド・ケネディ・ジュニアと交際するようになったが、母親のジャクリーン・ケネディが女優との結婚に反対したため、ゴールインはしなかった。
また、環境活動家としても有名。環境保護団体シーシェパードの支援者であり、2008年には調査捕鯨に対する妨害活動への参加を表明した。2012年にはパイプライン建設に対する抗議活動がもとで逮捕されている。
2016年ニール・ヤングとの交際を公表している。二人は2018年8月25日、カリフォルニア州アタスカデロで結婚式を挙げた。結婚後はもともとヤングが生後まもなくから7歳まで住んでいたオメミー近郊のコテージに引っ越した。

## 主な出演作
| 公開年 | 邦題 原題                                                              | 役名                             | 備考                      |
| ------ | ---------------------------------------------------------------------- | -------------------------------- | ------------------------- |
| 1978   | フューリー The Fury                                                    | パム                             |                           |
| 1982   | ブレードランナー Blade Runner                                          | プリス                           |                           |
| 1982   | 青い恋人たち Summer Lovers                                             | キャシー・フェザーストーン       |                           |
| 1983   | ファイナル・テラー The Final Terror                                    | ウェンディ・モーガン             |                           |
| 1984   | 俺たちの明日 Reckless                                                  | トレイシー・プレスコット         |                           |
| 1984   | スプラッシュ Splash                                                    | マディソン                       |                           |
| 1984   | パッショネイト 悪の華 The Pope of Greenwich Village                    | ダイアン                         |                           |
| 1986   | 夜霧のマンハッタン Legal Eagles                                        | チェルシー                       |                           |
| 1987   | 愛しのロクサーヌ Roxanne                                               | ロクサーヌ                       |                           |
| 1987   | ウォール街 Wall Street                                                 | ダリアン・ディラー               |                           |
| 1988   | プランケット城への招待状 High Spirits                                  | メアリー・プランケット・ブロガン |                           |
| 1989   | マグノリアの花たち Steel Magnolias                                     | アネル                           |                           |
| 1990   | クレイジー・ピープル Crazy People                                      | キャシー                         |                           |
| 1992   | 透明人間 Memoirs of an Invisible Man                                   | アリス・モンロー                 |                           |
| 1993   | 愛しのジャイアント・ウーマン Attack of the 50 Ft. Woman                | ナンシー・アーチャー             | テレビ映画 共同製作・出演 |
| 1993   | ラブリー・オールドメン Grumpy Old Men                                  | メラニー                         |                           |
| 1994   | ちびっこギャング The Little Rascals                                    | ミス・クラブツリー               |                           |
| 1995   | 百一夜 Les Cent et une nuits de Simon Cinéma                           |                                  | クレジットなし            |
| 1995   | 闇を見つめる瞳 The Tie That Binds                                      | Leann Netherwood                 |                           |
| 1995   | あなたに逢いたくて Two Much                                            | リズ                             |                           |
| 1995   | ラブリー・オールドメン/釣り大将LOVE LOVE日記 Grumpier Old Men          | メラニー                         |                           |
| 1996   | フランキー・ザ・フライ The Last Days of Frankie the Fly                | マーガレット                     |                           |
| 1997   | リアル・ブロンド The Real Blonde                                       | ケリー                           |                           |
| 1998   | 相続人 The Gingerbread Man                                             | ロイス・ハーラン                 |                           |
| 1998   | レスキュアーズ/二つの家族 Rescuers: Stories of Courage: Two Families   | マリア                           | テレビ映画                |
| 1998   | アダムス・ファミリー サン 再結集 Addams Family Reunion                 | モーティシア・アダムス           | ビデオ作品                |
| 1998   | 裏窓 Rear Window                                                       | クラウディア・ヘンダーソン       | テレビ映画                |
| 1999   | スピードウェイ・ジャンキー Speedway Junky                              | ヴェロニカ                       |                           |
| 1999   | ブラボー火星人2000 My Favorite Martian                                 | リジー                           |                           |
| 1999   | デッド・リミット Diplomatic Siege                                      | エリカ・ロング                   |                           |
| 2000   | コード Cord                                                            | アニー・ホワイト                 | ビデオ作品                |
| 2000   | ブルー・イグアナの夜 Dancing at the Blue Iguana                        | エンジェル                       |                           |
| 2000   | バーティカル・ターゲット/大統領狙撃計画 First Target                   | アレックス・マグレガー           | テレビ映画                |
| 2001   | ビーンストーク ジャックと豆の木 Jack and the Beanstalk: The Real Story | Thespee                          | テレビ映画                |
| 2002   | デブラ・ウィンガーを探して Searching for Debra Winger                  |                                  | ドキュメンタリー          |
| 2002   | ウォーク・トゥ・リメンバー A Walk to Remember                          | シンシア・カーター               |                           |
| 2002   | ハードキャッシュ Run for the Money                                     | ヴァージニア                     |                           |
| 2003   | ノースフォーク 天使がくれた奇跡 Northfalk                              | Flower Hercules                  |                           |
| 2003   | レディ・キラー The Job                                                 | CJ マーシュ                      |                           |
| 2003   | カーサ・エスペランサ 〜赤ちゃんたちの家〜 Casa de los babys            | スキッパー                       |                           |
| 2003   | キル・ビル Vol.1 Kill Bill: Vol. 1                                     | エル・ドライバー                 |                           |
| 2004   | キル・ビル Vol.2 Kill Bill: Vol. 2                                     | エル・ドライバー                 |                           |
| 2004   | 娼婦たち Yo puta                                                       | アドリアナ                       |                           |
| 2006   | エイリアン・インパクト ザ・ビギニング Final Days of Planet Earth       | リズ                             | テレビ映画                |
| 2007   | タンネンベルク1939 独ソ侵略戦争 The Poet                               | マレーネ                         |                           |
| 2008   | 消されたヘロイン/裏切りの銃弾 Vice                                     | ソルト                           |                           |
| 2008   | カンフー・キングダム Kung Fu Killer                                    | ジェーン                         | テレビ映画                |
| 2008   | 凶悪海域 シャーク・スウォーム Shark Swarm                              | ブルック・ワイルダー             | テレビ映画                |
| 2009   | NAKED ハンター・キラー The Cycle                                       | キャリー・ミッチェル             |                           |
| 2009   | エアポート/タービュランス Storm Seekers                                | リー・キャプラン                 | テレビ映画                |
| 2013   | ホットフラッシュ ワタシたちスーパーミドルエイジ！ The Hot Flashes      | ジンジャー・ピーバディ           |                           |
| 2015   | エクスペンダブル・ミッション A Hitman In London                        | ザナ                             |                           |

## 参照
1. ↑  “米女優ダリル・ハンナ、シー・シェパードの捕鯨抗議船に乗船”. AFPBB News. (2008年11月14日) 2012年11月9日閲覧。
2. ↑  “『キル・ビル』のダリル・ハンナまた逮捕 パイプライン建設に抗議”. シネマトゥデイ. (2012年10月6日) 2012年11月9日閲覧。
3. ↑  Snapes, Laura (2018年8月29日). “Neil Young and Daryl Hannah Reportedly Marry in California”. The Guardian 2018年8月29日閲覧。
4. ↑  “Neil Young Confirms Marriage to Daryl Hannah”. Pitchfork (2018年10月31日). 2018年10月31日閲覧。
5. ↑  “Neil Young is Back Living in Ontario | Exclaim!”. 2021年4月29日閲覧。
6. ↑  “Have you seen Neil Young around town?”. 2021年4月29日閲覧。